# Заховайко, Вячеслав
Вячеслав Заховайко (эст. Vjatšeslav Zahovaiko; 29 декабря 1981, Лелле, Кехтна, Рапламаа) — эстонский футболист, нападающий, футбольный тренер. Выступал за национальную сборную Эстонии.

## Биография

### Клубная карьера
Воспитанник футбольной секции г. Лелле и клуба «Флора» (Кехтна). Свои первые матчи на взрослом уровне сыграл в 14-летнем возрасте в четвёртом дивизионе. С 1998 года стал регулярно выходить на поле в составе «Флоры» из Кехтны в четвёртом и третьем дивизионах.
В 1999 году подписал контракт с таллинской «Флорой», в том же году дебютировал в высшем дивизионе Эстонии, сыграв 3 матча и забив 2 гола. Затем несколько лет подряд отдавался в аренду в клубы высшего и первого дивизионов, в 2002 году в составе «Тулевика» забил 20 голов и стал четвёртым бомбардиром сезона. В 2003 году вернулся в основной состав «Флоры», в этом же сезоне со своим клубом стал чемпионом Эстонии. В 2004 году выиграл титул лучшего бомбардира с 28 мячами. В 2006 году забил 25 голов в 21 матче, что позволило форварду стать третьим бомбардиром сезона, однако по среднему показателю голов за матч (1,2) он стал лучшим в Европе.
В 2007 году подписал арендный контракт с кувейтским клубом «Аль-Кувейт Кайфан», принял участие в нескольких предсезонных матчах, однако затем клуб расторг контракт, в результате Вячеслав и его агент обращались с жалобой в ФИФА. Впоследствии ещё три сезона выступал за «Флору». В первом десятилетии XXI века регулярно входил в десятку лучших бомбардиров чемпионата.
В декабре 2009 года перешёл в португальскую «Лейрию», где за полтора сезона сыграл лишь 13 матчей, отличиться так и не смог. Затем выступал за венгерский «Дебрецен» и финский «КуПС», где тоже играл нечасто.
В 2012 году вернулся в Эстонию, выступал за «Калев» (Силламяэ), с которым завоёвывал медали национального чемпионата, и за «Пайде». В 2015 году занял третье место в споре бомбардиров, а в 2016 — второе. По окончании сезона 2016 года завершил игровую карьеру и перешёл на тренерскую работу.
Всего в чемпионатах Эстонии сыграл 309 матчей и забил 211 голов. По состоянию на декабрь 2017 года, по числу голов занимает второе место в истории, уступая Максиму Грузнову (304). Рекордсмен по числу хет-триков в чемпионатах страны (22).

### Карьера в сборной
Играл за юношеские и молодёжную сборные Эстонии.
В национальной сборной дебютировал 9 февраля 2003 года в матче против Эквадора. Первый гол забил в своём втором матче, 12 февраля 2003 года, также против Эквадора. Последний матч сыграл 25 марта 2011 против Уругвая и в нём же забил свой последний гол. Всего сыграл за сборную 39 матчей и забил 8 голов.
В 2008 году получил ежегодную награду «Серебряный мяч» за самый красивый гол, забитый в составе сборной Эстонии.

### Тренерская карьера
В 2015—2016 годах был играющим тренером «Пайде», ассистировал Меэлису Рооба. В ноябре 2016 года назначен главным тренером клуба и работал до конца 2021 года. Приводил команду к первым в её истории серебряным (2020) и бронзовым (2021) наградам национального чемпионата.

## Достижения
- Чемпион Эстонии: 2003
- Серебряный призёр чемпионата Эстонии: 2007, 2008, 2014
- Бронзовый призёр чемпионата Эстонии: 1999, 2004, 2006, 2013
- Лучший бомбардир чемпионата Эстонии: 2004 (28 голов)